# 目擊者 (2017年電影)
《目擊者》（英語：Who Killed Cock Robin），是一部2017年台灣新黑色犯罪驚悚片。由莊凱勛、許瑋甯、柯佳嬿、李銘順、李淳領銜主演，台灣於2017年3月31日上映。

## 劇情
2007年8月30日，雷雨滂沱的黑夜，報社菜鳥小齊開車在山區拋錨，意外目睹一場肇事逃逸的車禍。支離破碎的現場，男性駕駛當場死亡，副駕駛座的女性徐愛婷在送醫後陷入昏迷。慌亂之間，小齊拍到的肇事車牌模糊難辨、不足以為證，車禍的真相也跟著石沈大海。
事隔九年後，三十出頭的小齊擔任社會線新聞召集人，意氣風發，凡事探究真相和富有衝勁的個性使他一路平步青雲。直到某次採訪立法委員事故現場，小齊急著趕回報社處理第一手資料，卻發生車禍意外。小齊將車送到修車廠，好友阿吉檢驗後判斷小齊買到的可能是還魂車。詫異之餘，小齊向二手車商求證未果，轉向交通事故組的舊識王組長進一步調查，不但證實所買的確實是事故車，最令他意外發現當年報案人竟然是自己的名字。九年前潮溼的記憶再度向小齊湧來。
同時，報社新的人事命令下來，小齊處理的立委事故報導有誤遭提告，事業一時跌入谷底。小齊決定改追查九年前那場車禍懸案，運用多年社會線的人脈，找上刑警德哥，才知道當年車禍的生還者徐愛婷早從醫院消失、行蹤成謎。小齊決意找出徐愛婷的下落，探究車禍的真相。
社會線背景的小齊發揮職業能力，從查出愛婷的老家為起點，最後終於在一處茶庄打聽到徐愛婷的下落。小齊基於內心對九年前自己無能為力的虧欠感，決定為徐愛婷平反；絲毫沒有察覺，背後一雙眼睛跟著他追查的軌跡，悄悄擄走徐愛婷。顯然，車禍的目擊者，不只小齊一個人。
一連串事件不斷發生，小齊所知的真相樣貌一次次被徹底顛覆，彷彿像是當年浸著雷雨的那些碎片又回到原點；而從這場車禍留下來的人，仍帶著殘缺、罪惡和秘密回憶，繼續過著各自的人生……

## 演員陣容

### 主要演員
| 演員姓名 | 角色名稱          | 介紹 |
| 莊凱勛   | 王逸齊 （小齊）   | 34歲，報社現役社會線副組長。 一路平步青雲，開始轉坐辦公室，卻也不忘在外頭勤跑新聞，是總編輯邱哥的愛徒，在追蹤一場車禍揭發的事故車還魂醜聞報導時，意外發現九年前所目擊的一場肇事逃逸事件，隨著他一步步接近真相，那些被眾人刻意隱瞞了九年的秘密卻也開始挑戰著他所奉行的信念…。                                                                                               |
| 許瑋甯   | Maggie            | 35歲，有著亮眼的外型，是小齊的主管。 包含小齊在內，追求者眾多，有個從未有人見過的神祕男友，反對小齊繼續追查九年前的事件，為了保護某些秘密，她甚至不惜利用小齊對自己的感情…。 |
| 柯佳嬿   | 徐愛婷 （張老師） | 32歲，九年前肇逃事件的受害者，也是唯一的生還者。 車禍後在醫院中離奇失蹤，再一次被小齊找到時，已經是九年後的現在。車禍造成的傷害在徐愛婷心中留下難以磨滅的傷疤。表面上不希望小齊再來叨擾她目前平靜的生活，但從她斷絕與外界一切社交往來的種種跡象看來，她身上其實藏有不可告人的秘密，與小齊接觸後，面對這位鍥而不捨的記者，愛婷稍微卸下心防，似乎有話要說，但卻又再度失蹤…。 |
| 李銘順   | 邱敬凱            | 前任報社總編輯，後接任內政部長，是小齊與Maggie的老師，與Maggie有地下戀情。 |
| 李淳     | 阿緯              | 菜鳥交通警察。似乎有不可告人的祕密。 |
| 鄭志偉   | 阿吉              | 車廠老闆，與小齊和邱哥為好友，幫助邱哥處理車子，在將要對小齊說出九年前車禍的真相時意外死亡，後被人殺害。 |
| 湯志偉   | 仲文              | 報社資深老鳥，曾與小齊不合，後有意邀請他回報社擔任主管，並與他釐清誤會。 |
| 陳彥允   | 廖子凡            | 徐愛婷男友，綁架案共犯之一，事故後身亡。 |
| 馬力歐   | 王組長            | 交通事故組長，與小齊是舊識。 |
| 胡鈞     | 德哥              | 小齊跑社會線認識的刑警。 |

## 爭議事件
該電影原創故事擁有者陳玉珊（桃樂思）指控，程偉豪取得故事授權後，沒有依合約付她新台幣15萬元，僅給她六張電影票與兩捲紙膠帶。陳玉珊不滿兩人所簽訂之「原創故事協議書」內容中，程偉豪申請到2015年輔導金輔助，需另外支付新台幣15萬元給陳玉珊，但程偉豪一直到2016年才申請。
對此程偉豪反駁，電影公司在2015年確實有意申請輔導金，在所有文件具備後，送件時才發現一個導演同年只能投一部，當時因另一個電影公司的電影《紅衣小女孩》正在申請中，故無法申請。雖然在2015年輔導金未能申請，但是程偉豪隔年申請到輔導金後，他有意付給陳玉珊新台幣15萬元，並主動跟陳玉珊要帳號，是陳玉珊不給，因此無法有憑據付款，程偉豪亦請律師發存證信函給陳玉珊要帳號，陳玉珊置之不理，爾後直接闖進電影公司要新台幣150萬元。
陳玉珊也透過BBS及Facebook以編劇名義發文，並要求新台幣3000萬元賠償，對此程偉豪亦已發表聲明反駁陳玉珊的不實指控；不過陳玉珊表示，合約上是限2015年申請輔導金使用，不代表協議內容可以無限期生效。由於雙方無和解的意願，該案已進入司法程序。陳玉珊所指控程偉豪所涉及詐欺或妨害名譽的刑事部分，經臺灣臺北地方法院檢察署調查後，認為相關案件罪證不足，且屬於民事訴訟的爭議或糾紛，因此不起訴處分。

## 獎項紀錄

### 第54屆金馬獎
| 年份 | 獲提名                   | 獎項         | 結果 |
| ---- | ------------------------ | ------------ | ---- |
| 2017 | 莊凱勛                   | 最佳男主角   | 提名 |
| 2017 | 李淳                     | 最佳男配角   | 提名 |
| 2017 | 葉仁豪, 劉惟熠           | 最佳視覺效果 | 提名 |
| 2017 | 林楷博                   | 最佳剪輯     | 提名 |
| 2017 | 高偉晏, 陳維良, 好多聲音 | 最佳音效     | 提名 |

## 外部連結
- 目擊者的Facebook專頁
- 互联网电影数据库（IMDb）上《目擊者》的资料（英文）
- 開眼電影網上《目擊者》的資料（繁體中文）
- 豆瓣电影上《目擊者》的資料 （简体中文）